# İstanbul Başakşehir FK

Logo-ul anterior

İstanbul Başakşehir Futbol Kulübü, anterior numit İstanbul Büyükşehir Belediyesi Spor Kulübü, pe scurt İstanbul BB sau Belediye, este un club de fotbal din Istanbul, Turcia. Echipa susține meciurile de acasă pe stadionul Başakşehir Stadi cu o capacitate de 17.800 de locuri. Clubul este deținut de municipalitatea din Istanbul.

## Palmares
- Campionatul Turciei

Campioni (1) : 2019–20
- Cupa Turciei

Finalistă (3) : 2010–11, 2016–17, 2022–23

## Antrenori
- Ugur Tütüneker (2004–05)
- Abdullah Avcı (Aug 2006–Nov 11)
- Arif Erdem (Nov 2011–May 12)
- Carlos Carvalhal (May 2012–Nov 12)
- Bülent Korkmaz (Nov 2012–May 13)